# Quick File System
QFS (Quick File System; deutsch: Schnelles Dateisystem) ist ein Open-Source-Dateisystem von Sun Microsystems. Es ist fest integriert mit SAM, dem Storage- und Archive-Manager, der oft auch SAM-QFS genannt wird. SAM bietet die Funktionalität eines hierarchischen Speicher-Management-Systems.

## Funktionalität
QFS unterstützt weitestgehend Volume-Management-Fähigkeiten, die es erlauben, viele Platten zu einer Gruppe zusammenzufassen um ein einzelnes Dateisystem anzubieten. Die Dateisystem Metadaten können auf einem separaten Set von Platten gesichert werden, wodurch eine geringe Zugriffszeit auf die Dateien gewährleistet wird. Dies ist besonders nützlich bei Streaming-Applikationen. Zusätzlich gibt es optional die Möglichkeit, über die Shared Reader bzw. Shared Writer Option das Dateisystem von mehreren Knoten aus gleichzeitig auf das Dateisystem zuzugreifen.

## Geschichte
SAM-QFS, wurde ursprünglich von LSC Inc entwickelt, welche durch Sun im Jahr 2001 aufgekauft wurde. Sun veröffentlichte den SAM-QFS Quellcode im OpenSolaris Projekt im März 2008. Oracle gab 2019 bekannt, dass das Produkt ab Ende 2019 nicht mehr verkauft wird und das der Support 2021 endet. Die Firma versity hat 2013 ein Fork gemacht und bietet einen Migrationspfad an.